# Yokohama Bay Bridge
Die Yokohama Bay Bridge (jap. 横浜ベイブリッジ, Yokohama Bei Burijji) ist eine doppelstöckige Straßenbrücke im Zuge der Stadtautobahn Tokio (Metropolitan Expressway Bayshore Route), die unter anderem den 17 km nordöstlich liegenden Flughafen Haneda bedient.

## Beschreibung
Das gesamte Brückenbauwerk ist ungefähr 2 km lang, einschließlich der Rampenbrücken, die im Nordosten zu einem sich mehrfach überschneidenden Verteilerkreisel (Daikoku Junction) führen.
Auf dem oberen Deck der Brücke verläuft die Stadtautobahn mit zwei Richtungsfahrbahnen zu je 3 Fahrspuren, einem schmalen Pannenstreifen und einem engen Gehweg für die Wartungsarbeiter. Im unteren Deck gibt es je eine Fahrspur für die hier als Nationalstraße 357 eingestufte Verbindung für den örtlichen Verkehr, die gegebenenfalls auf vier oder sechs Spuren ausgebaut werden kann. Leichte Motorräder, Fahrräder und Fußgänger durften die Brücke nicht überqueren.
Unmittelbar neben der nördlichen Rampenbrücke steht der Sky Tower, von dessen oberen Stockwerken aus eine Verbindung zur Brücke bzw. zu dem Skywalk besteht, einem überdachten Fußgängersteg, der außen an den unteren Brückenträger angefügt wurde. Er führt zu der Sky Lounge unterhalb des Brückenträgers am ersten Pylon. Auf der anderen Seite der Brücke führt ein gleicher Fußgängersteg wieder zurück zum Sky Tower.
Die eigentliche Schrägseilbrücke hat zwischen den Übergangskonstruktionen zu den Rampenbrücken eine Länge von 860 m, wobei zu berücksichtigen ist, dass diese Übergangskonstruktionen auf Pfeilern lagern, die einen Abstand von etwa 45 m vom einen und 60 m vom anderen Ufer haben. Die Spannweite zwischen den weiter im Wasser stehenden Pylonen beträgt 460 m, die Seitenöffnungen haben Spannweiten von 200 m. Die Pylone sind 175 m hohe H-förmige Stahlkonstruktionen. Das 40,2 m breite Brückendeck besteht aus einem 13,75 m hohen stählernen Fachwerkträger; auch die anschließenden Rampenbrücken haben die gleiche Konstruktion. Die am äußeren Rand des Brückendecks angeordneten Schrägseile sind jeweils doppelt in engem Abstand zueinander und mit Schwingungsdämpfern ausgeführt. Die Brücke hat eine lichte Höhe von 55 m. Diese Höhe war seinerzeit gewählt worden, um die Queen Elizabeth 2 passieren zu lassen, genügt aber nicht mehr für viele heutige, wesentlich höhere Kreuzfahrtschiffe, was der Hafenverwaltung Probleme bereitet.
Der Bau der Brücke begann 1980, ihre Eröffnung fand am 27. September 1989 statt. Die beiden Fahrbahnen im unteren Deck wurden 2004 eingebaut.